# London's Trafalgar Square
London's Trafalgar Square is een Britse korte, stomme film in zwart-wit uit 1890. De film is opgenomen door uitvinders en filmpioniers Wordsworth Donisthorpe en William Carr Crofts met ongeveer 10 beelden per seconde in een ovaal/rond frame op celluloid film met hun 'kinesigraaf' camera. In de film is het verkeer te zien op het Trafalgar Square in Londen. De tien overgebleven filmbeelden zijn voor zover bekend de eerste overgebleven filmbeelden van de stad.